# Jonathan Salvi
Jonathan Salvi (* 24. September 1993 in Neuenburg) ist ein Schweizer Jazzmusiker (Perkussion, Vibraphon, Marimbaphon, Komposition), der aber auch in der zeitgenössischen Musik tätig ist.

## Leben und Wirken
Salvi begann zehnjährig als Trommler, um sich dann im Alter von 15 Jahren dem klassischen Schlagzeugspiel zuzuwenden. Zwei Jahre später, unter dem Eindruck des «Köln Concert» von Keith Jarrett, fokussierte er sich auf das Vibraphon und den Jazz. Von 2012 bis 2016 studierte er Jazzvibraphon bei Thomas Dobler sowie Komposition und Arrangement bei Ed Partyka an der Hochschule für Musik Luzern, um 2018 dort und in Strassburg bei Emmanuel Séjourné mit dem Master of Arts abzuschliessen. 2020 begann er zudem ein Masterstudium in Instrumentalpädagogik an der Universität Lausanne.
Salvi trat bei mehreren Gelegenheiten als klassischer Solist auf. Bereits 2012 präsentierte er sich 2012 in den «Jardins Musicaux» in Cernier und 2016 im Kultur- und Kongresszentrum Luzern. Auch spielte er als Jazzsolist mit verschiedenen Bigbands. 2017 gründete er sein Quintett mit Samuel Blaser, Benjamin Knecht, Marius Meier und Gerry Hemingway, mit dem sein Debütalbum «Destination Out! (Hommage to McLean, Hutcherson and Moncur)» als Eigenproduktion erschien. 2024 folgte mit einem Sextett, zu dem Paul Butscher (tp), Emilio Vidal (g), Robinson de Montmollin (p), Jérémie Krüttli (b) und Joshua Beureux (dr) gehörten, sein Album «Arugula» bei Double Moon Records, das sehr gute Kritiken erhielt. Daneben leitete er sein Trio und sein Quartett, aber auch sein Standard-Trio und das SlideSticks Trio sowie eine elfköpfige Formation, für die er komponierte. Er ist auch auf Aufnahmen von «Polyhedron» und Eva Kess zu hören.
Daneben lehrte Salvi an der École de musique du Jura bernois und anderen Musikschulen und ist auch als Dirigent von Orchestern und Blaskapellen tätig.